# Добропољци
Добропољци су насељено место у Буковици, у Далмацији. Административно припадају општини Лишане Островичке, у Задарској жупанији, Република Хрватска.

## Географија
Добропољци су смештени уз путни правац Ђеврске – Бенковац. У току је изградња пута између Добропољаца и Лишана како се не би до средишта општине моралo ићи преко Бенковца или Ђеврсака, а иначе, у пракси, све општинске службе од значаја за ово село и даље се налазе у Бенковцу. Селом доминира брдо Јарув. У селу Добропољци посебно се истицао већи заселак Шапоња, због велике удаљености од остатка села и традиционалне архитектуре.

## Историја
Током Другог светског рата Добропољчани су се великом већином борили на страни партизана па је село два пута спаљивано. Први пут од стране Италијана, у пратњи четника, а други пут од стране усташа из Лишана. Споменик палим борцима је уништен након 1995. када је и по трећи пут у 20. веку село спаљено. Обнова уништених кућа почела је тек 2004. године. За време постојања РСК у селу је убијено 6 цивила хрватске националности, Ивковића, иако су били лојални српским властима. Након „Олује“ у селу је убијено или се води као нестало 4 цивила српске националности старије животне доби. Комунисти су дуго ово село држали заосталим, па је, иако се борило против нацизма за разлику од данашњег средишта општине, први пут електрификовано тек пред крај седамдесетих када је и изграђен асфалтни пут кроз село, уз значајан допринос мештана, за разлику од данашњег средишта општине.
До територијалне реорганизације у Хрватској насеље се налазило у саставу бивше велике општине Бенковац. Добропољци се од распада Југославије до августа 1995. године налазили у Републици Српској Крајини. Сада се Добропољци налазе у саставу општине Лишане Островичке, према којима никада нису гравитирали. Добропољчани су увек били упућени на суседни Бргуд или Ђеврске, а од Лишана им је ближе чак и Кистање, којима су и припадали до Другог светског рата.

## Култура
У Добропољцима се налази храм Српске православне цркве Св. Георгија, који по подацима СПЦ, Епархија далматинска, потиче из 1724. године. Мештани су више пута обнављали овај храм.

## Становништво
Према попису из 1991. године, Добропољци су имали 494 становника, од чега 471 Срба, 18 Хрвата, 1 Југословена и 4 остала. Према попису становништва из 2001. године, Добропољци су имали 24 становника. Добропољци су према попису становништва 2011. године имали 29 становника.
| Националност       | 1991. | 1981. | 1971. | 1961. |
| Срби               | 471   | 482   | 510   | 665   |
| Хрвати             | 18    | 30    | 48    | 49    |
| Југословени        | 1     | 2     | 32    |       |
| остали и непознато | 4     |       |       |       |
| Укупно             | 494   | 514   | 590   | 714   |

| Демографија | Демографија | Демографија |
| Година      | Становника  | Становника  |
| ----------- | ----------- | ----------- |
| 1961.       | 714         |             |
| 1971.       | 590         |             |
| 1981.       | 514         |             |
| 1991.       | 494         |             |
| 2001.       | 24          |             |
| 2011.       |             | 29          |

## Попис 1991.
На попису становништва 1991. године, насељено место Добропољци је имало 494 становника, следећег националног састава:
| Попис 1991.‍  | Попис 1991.‍  | Попис 1991.‍ | Попис 1991.‍ | Попис 1991.‍ |
| ------------ | ------------ | ----------- | ----------- | ----------- |
|              |              |             |             |             |
| Срби         | Срби         |             | 471         | 95,34%      |
| Хрвати       | Хрвати       |             | 18          | 3,64%       |
| Југословени  | Југословени  |             | 1           | 0,20%       |
| неопредељени | неопредељени |             | 4           | 0,80%       |
| укупно: 494  |              |             |             |             |

## Презимена
- Добрић — Православци, славе Ђурђевдан
- Гаћеша — Православци, славе Св. Николу
- Каран — Православци, славе Ђурђевдан
- Кужет — Православци, славе Ђурђевдан
- Лежаић — Православци, славе Св. Василија
- Мандић — Православци, славе Св. Јована
- Миодраг — Православци, славе Св. Илију
- Пунош — Православци, славе Ђурђевдан
- Сакић — Православци, славе Св. Николу
- Сладаковић — Православци, славе Св. Василија
- Ћакић — Православци, славе Св. Стефана
- Шапоња — Православци, славе Св. Василија
- Ивковић — Римокатолици